# 下田市立下田中学校
下田市立下田中学校（しもだしりつしもだちゅうがっこう）は、静岡県下田市にある市立中学校。2025年時点で、市内唯一の中学校である。

## 概要
新しくできた住宅地である弘洋園のすぐ隣に位置する中学校である。
市街地から坂を1.5kmほど上ったところにあり、学校の標高は67mである。
2009年度は1年生のみ4クラス、その他の学年は3クラスと、当時の市内の中学校において唯一、各学年とも3クラス以上あったが、その後は少子化の影響で2クラスになる学年も見受けられるようになり、後述の学校統合を翌年度に控えた2021年度は各学年とも2クラスにまで落ち込んだ。2022年の学校統合により、2年生のみ5クラス、その他の学年は4クラスとなった。

## 沿革
- 1947年（昭和22年）4月1日 - 下田町（当時）立下田小学校（現 下田市立下田小学校）に併設するかたちで、同町立下田中学校として開校。
- 1950年（昭和25年）9月 - 小学校敷地内から独立。
- 1958年（昭和33年）4月1日 - 下田町（当時）立朝日中学校を統合。
- 1971年（昭和46年）1月1日 - 市制施行に伴い下田市立下田中学校と改称。
- 1979年（昭和54年）6月27日 - アメリカ合衆国のジミー・カーター大統領が第5回先進国首脳会議（東京サミット）出席のため来日した際、これに先立ち下田市を訪問。下田中学校の体育館を会場にタウンミーティングが催された[1]。
- 1984年（昭和59年）9月 - 現所在地（下田市敷根）に新校舎完成。移転後の跡地には下田小学校が移築。
- 2022年（令和4年）4月1日 - 深刻な少子化の影響により、稲梓中学校、稲生沢中学校、下田東中学校の３校を統合し再編。2021年度時点で市内に4校あった中学校は、2022年度からは下田中学校の1校のみとなり、学区も市内全域にまで拡がった。

## 学校教育目標
- 元気
- 根気
- 勇気

## 学区
下田地区から田園地帯である大賀茂地区や、海岸沿いの朝日地区を含む。また、学区は下田市立下田小学校・下田市立朝日小学校・下田市立大賀茂小学校、以上の3つの小学校の学区と同じくする。
市内中学校全てが合併した2022年度以降は市内全ての小学校が学区である。

## 校歌
開校以来長年にわたり歌い継がれてきた安藤徇之介・作詞、弘田龍太郎・作曲による校歌を、2022年の学校再編に伴い作詞家・作曲家・キーボード奏者・ギタリストのミマス作詞・作曲によるものを新たに校歌として採用した。また、市内で食品製造・販売業を営む企業から校歌額が寄贈された。

## 部活動[4][5]
- 男子バレーボール
- 女子バレーボール
- 男子バスケットボール
- 女子バスケットボール
- 男子ソフトテニス
- 女子ソフトテニス
- 男子卓球
- 女子卓球
- サッカー（2022年創部）
- 軟式野球（2022年創部/2024年廃部）
- サーフィン
  - 2022年の学校再編に伴い創部。初年度は20名が入部。また、地元の企業やロータリークラブからサーフボード・サーフボードラック・ウェットスーツなどの各種用具・備品の寄贈を受けるなど、地域ぐるみでの支援の機運が高まっている。また、市外在住のサーフィンを趣味とする児童・生徒がサーフィンに打ち込める環境を求めて入学・転入するケースもみられるようになっている他、国内外の大会へ出場し上位入賞を果たす部員も現れている。なお、中学校のサーフィン部は2020年創部の宮崎市立青島中学校サーフィン部に次いで全国2例目。
- 総合文化（2022年創部）
  - パソコンやカメラなどを活用し、自然、環境、観光、地域をテーマに活動する部活動。
- 美術
- 吹奏楽
  - 1954年に当時の賀茂郡内の中学校で初めて創設された。当時の下田町民からの「わが町もブラスバンドを」の声により寄付を元にして、町からの委託を受け実現された。
  - 吹奏楽コンクールには1960年の第1回静岡県吹奏楽コンクール東部地区予選に参加して以来、連続出場を続けている。この記録は県東部地区の中学校では下田中学校吹奏楽部だけが持つ唯一の連続出場記録である。
  - 2009年度の静岡県吹奏楽コンクール東部予選中学校の部のプログラムにも50回連続記録として掲載された。

### 廃部となった部
少子化による部員の減少により野球・軽音楽・演劇・科学・文化などが廃部となった他、学校再編に際し陸上・剣道・水泳の各部の開設を断念した。また、学校再編に伴い創部した部活動のうち、軟式野球部は部員が集まらなかったことにより、陸上部にかわって創部した競走部は校外指導員が高齢により指導から引退したことにより、ともに2024年夏に廃部となった。

## 著名な卒業生
- 楠山俊介 - 元歯科医師、元下田市長、下田市議会議員
- ぷろたん - YouTuber（旧稲生沢中学校卒業）